# Summon Night
Summon Night (サモンナイト?, Samon Naito) è una serie di videogiochi di ruolo creata nel 2000 da Flight-Plan e pubblicata da Banpresto.
Il primo titolo della serie è stato commercializzato esclusivamente in Giappone per PlayStation e successivamente convertito per Nintendo DS e distribuito tramite PlayStation Network per console PlayStation. Il gioco ha ricevuto diversi seguiti e spin-off sviluppati per diverse console prodotte da Sony o Nintendo.